# Jay DeMerit
Jay Michael DeMerit, född 4 december 1979 i Green Bay, Wisconsin, USA, är en amerikansk före detta fotbollsspelare.
Under sin karriär spelade DeMerit bland annat för Vancouver Whitecaps och USA:s landslag.